# ミシェル・フォンク
ミシェル・フォンク（Michel Vonk、1968年10月28日）は、オランダ・アルクマール出身の元サッカー選手であり現サッカー指導者。2018年よりヨングAZの監督を務める。ポジションはDF。
現役時代は主にオランダとイングランドでプレーしたセンターバック。引退後は指導者に転身している。

## 代表経歴
2001年にMVVマーストリヒトで現役引退後、PSVアイントホーフェンの下部組織でコーチとして働き始めた。その後、当時スパルタ・ロッテルダムの監督であったウィリアン・フルートのアシスタントコーチとしてスパルタ入りし、2011年にトップチームの監督となった。2013年に解任され、翌年の2014年、エールステ・ディヴィジのテルスターの監督に就任した。

## 人物・エピソード
父テオ・フォンクも元プロサッカー選手・指導者。妹のブリット・フォンクはソフトボールのオランダ代表選手というアスリート家系である。